# Hugues d'Ivry
Pour les articles homonymes, voir Famille d'Ivry.
Hugues d'Ivry (Hugo) est un évêque de Bayeux et comte d'Ivry du début du XIe siècle.

## Famille
Hugues est le fils de Raoul, comte d'Ivry, et d'Éremburge. Sa sœur Emma, qui épouse Osbern de Crépon, sénéchal de Normandie, devient à la mort de son mari abbesse de Saint-Amand de Rouen. Son demi-frère est Jean, évêque d'Avranches puis archevêque de Rouen.

## Biographie

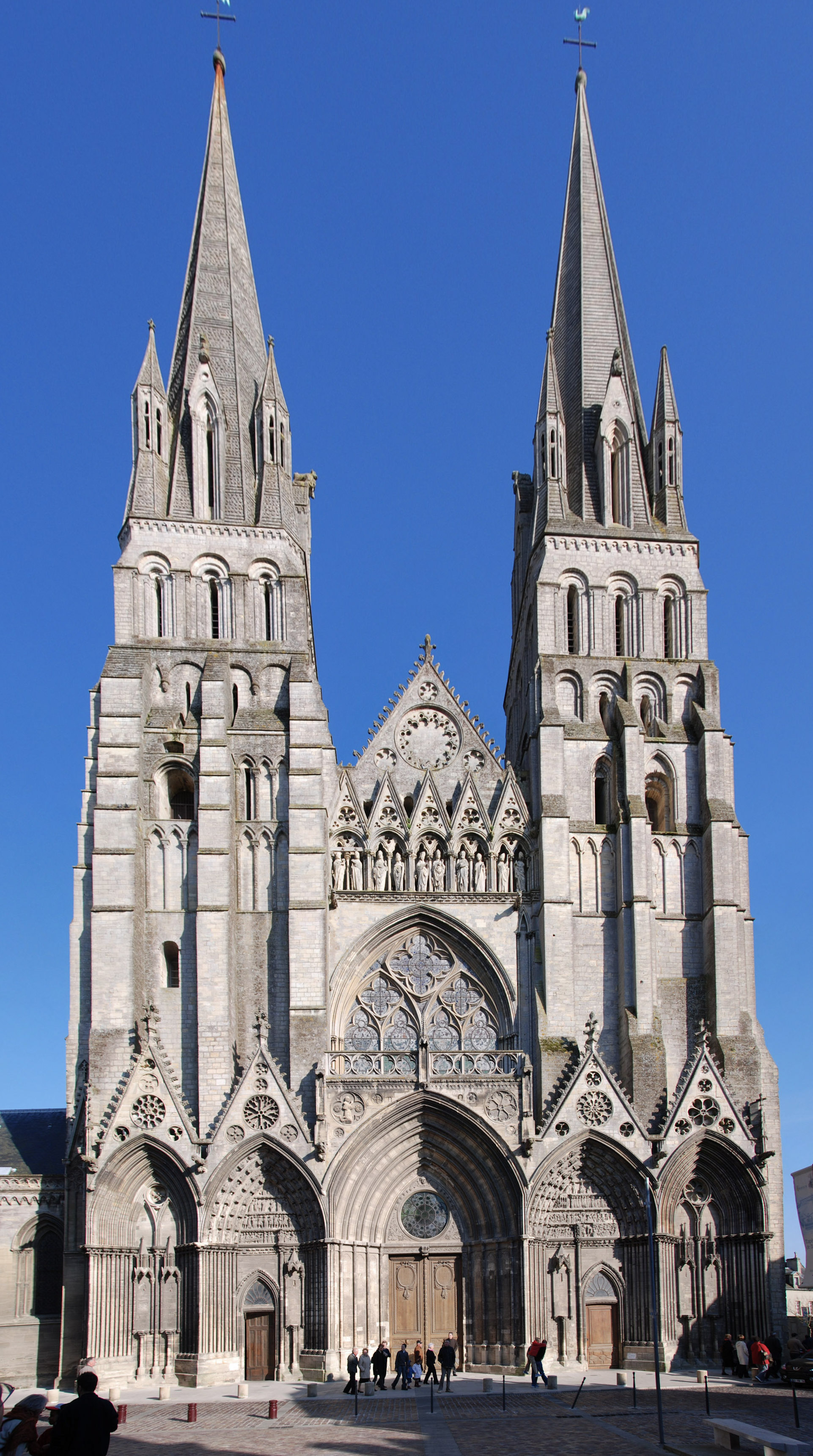
Façade occidentale de la cathédrale de Bayeux.

Il accède au plus tard à l'évêché de Bayeux en 1011 d'après un diplôme pour l'abbaye Saint-Ouen de Rouen. Il reconstitue le temporel de la cathédrale et procède à la translation des reliques de saint Raven et saint Rasyphe.
Il tient, selon Orderic Vital, le château d'Ivry contre les ducs de Normandie. Guillaume de Jumièges rapporte sa révolte contre Robert le Magnifique. Tenu à l'écart du conseil du roi, il arme Ivry et part en France renforcer la garnison. Robert en profite pour assiéger le château et y installer une garnison ducale. Parti en exil, il rentre en grâce avant novembre 1032 et souscrit à cette occasion l'acte de fondation de l'abbaye de Cerisy. Dans le comté d'Ivry, il recouvre une partie de ses prérogatives qu'il cherchera à transmettre à ses enfants naturels.
À la suite d'un incendie, Hugues décide la reconstruction de la cathédrale. Elle est terminée par son successeur Odon de Conteville. Les dates extrêmes de sa construction sont selon Jean Vallery-Radot comprises entre 1040 et 1080. Orderic Vital donne le crédit entier de sa construction à Odon de Conteville, mais il est contredit par Robert de Torigny.
Il meurt en 1049, au retour de son voyage au concile de Reims tenu par le pape Léon IX. Il est inhumé dans la cathédrale, contre le mur du côté nord, dans un tombeau de marbre.

## Héritier de Raoul
À la mort de son père vers 1015, l'essentiel de ses biens de lui revient, y compris le comté et le château d'Ivry. Il a hérité du titre comtal paternel, même s'il n'apparaît jamais dans les textes avec, tout comme pour son cousin l'archevêque Robert le Danois pour Évreux. Il est implanté dans quatre secteurs : la forêt de Vièvre en Lieuvin, les domaines de Raoul en Hiémois, le patrimoine situé au nord de la Seine et des possessions en Évrecin. Les biens en pays cauchois étaient concentrés sur le littoral du Petit-Caux et à Vieux-Rouen-sur-Bresle. Il aurait selon David Bates reçu de son père des domaines autour de Breteuil.
Il cède à Raoul Taisson les coutumes épiscopales de douze églises situées en Hiémois avant 1047-1049, période à laquelle Raoul les cède à l'abbaye de Fontenay. Il cède vers 1042-1049 à l'abbaye Saint-Amand de Rouen, dont sa sœur Emma est abbesse, Boos et ses dépendances, Bouquelon et Celloville puis, vers 1020-1030, à la demande de son chevalier Raoul, la terre de Rouvray et son église à l'abbaye de Jumièges. Il exempte à cette occasion les moines de tonlieu sur l'étendue de la rivière comprise entre l'entrée de la vallée et Fontaine-sous-Jouy. Il cède l'église de Saint-Aquilin-de-Pacy à l'abbaye Saint-Ouen de Rouen. Il échange en 1034 avec l'abbaye de Fécamp la terre d'Argences contre cent hôtes, vingt hommes libres et les églises de Biville-sur-Mer, Brunville et Penly.

## Descendance
Il a eu deux enfants naturels :
- Roger († vers 1072), peut-être Roger d'Ivry[9] ;
- Aubrée ou Alberède, prétendante au titre comtal de son père[10], mariée à Robert Ier Goël puis Albert de Cravent (confirmé[11] par Orderic Vital).